# Les Angles, Hautes-Pyrénées
Les Angles là một xã thuộc tỉnh Hautes-Pyrénées trong vùng Occitanie tây nam nước Pháp. Khu vực này có độ cao trung bình 400 mét trên mực nước biển.